# Comunitat de comunes de la Vall de Villé
La Comunitat de comunes de la Vall de Villé (oficialment: Communauté de communes de la Vallée de Villé) és una Comunitat de comunes del departament del Baix Rin, a la regió del Gran Est.
Creada al 1992, està formada 18 municipis i la seu es troba a Bassemberg.

## Municipis
1. Albé
2. Bassemberg
3. Breitenau
4. Breitenbach
5. Dieffenbach-au-Val
6. Fouchy
7. Lalaye
8. Maisonsgoutte
9. Neubois
10. Neuve-Église
11. Saint-Martin
12. Saint-Maurice
13. Saint-Pierre-Bois
14. Steige
15. Thanvillé
16. Triembach-au-Val
17. Urbeis
18. Villé